# مولداشوو
مولداشوو (به لاتین: Muldashevo) یک منطقهٔ مسکونی در روسیه است که در باشقیرستان واقع شده‌است.